# Cinclosoma castanotum
Cinclosoma castanotum là một loài chim trong họ Cinclosomatidae.